# Шидрово (посёлок)
Шидрово — посёлок, административный центр Шидровского сельского поселения Виноградовского района Архангельской области.

## Этимология
Название посёлка происходит от речки Шидровка.

## География
Шидрово стоит на правом берегу реки Ваги, недалеко от впадения Ваги в Северную Двину. Выше по течению Ваги, за речкой Шидровкой, находится деревня Шидрово.

## История
Посёлок возник на месте деревни Шидровская Запань (Шидровская лесостоянка), куда по реке Ваге доставляли древесину и где формировались плоты для доставки в Архангельск. В начале тридцатых годов XX века на место посёлка были привезены несколько бараков, построен медпункт, магазин, столовая и пекарня.
Основное строительство поселка началось в 1948 году. Были построены жилые дома, электростанция, школа. Жители посёлка в основном в летнее время занимались сплоткой древесины, в зимнее время лесозаготовками. Сплавные работы по Ваге были прекращены в 1994 году.
С 2006 года Шидрово административный центр МО «Шидровское».

## Население
| 2002 | 2010 | 2012 |
| ---- | ---- | ---- |
| 536  | ↘493 | ↗502 |

## Экономика
Ранее основная часть жителей посёлка работала в двух частных деревообрабатывающих предприятиях, закрывшихся из-за банкротства.

## Транспорт
Автомобильными дорогами Шидрово соединяется с деревнями Заборье и Наволок.

## Топографические карты
- [mapp38.narod.ru/map1/index37.html P-38-39,40. (Лист Березник)]
- Шидрово на Wikimapia
- Шидрово. Публичная кадастровая карта